# Decetia violacearia
Decetia violacearia är en fjärilsart som beskrevs av John Henry Leech 1897. Decetia violacearia ingår i släktet Decetia och familjen Uraniidae. Inga underarter finns listade i Catalogue of Life.